# Hokej na ledu na Zimskih olimpijskih igrah 2010 - ženske kvalifikacije
Kvalifikacije za hokej na ledu na Zimskih olimpijskih igrah 2010.

## Kvalifikacije

#### Kvalificirane reprezentance
| Turnir                                                                         | Datum                           | Lokacije | Mesta | Reprezentance                          |
| ------------------------------------------------------------------------------ | ------------------------------- | -------- | ----- | -------------------------------------- |
| Lestvica IIHF leta 2008 (glede na velika tekmovanja v tem olimpijskem ciklusu) | 30. marec 2004 - 13. april 2008 | Harbin   | 6     | Kanada ZDA Švedska Finska Švica Rusija |
| Olimpijske kvalifikacije                                                       | 6. - 9. november 2008           | Bad Tölz | 1     | Slovaška                               |
| Olimpijske kvalifikacije                                                       | 6. - 9. november 2008           | Šanghaj  | 1     | Kitajska                               |
| Skupaj                                                                         |                                 |          | 8     |                                        |

## Kvalifikacijski turnirji

### Prvi krog

#### Skupina A
| Reprezentanca | OT | Z | ZPP | PPP | P | DG  | PG  | +/-  | TOČ |
| ------------- | -- | - | --- | --- | - | --- | --- | ---- | --- |
| Slovaška      | 4  | 4 | 0   | 0   | 0 | 105 | 2   | 103  | 12  |
| Latvija       | 4  | 3 | 0   | 0   | 1 | 53  | 3   | 50   | 9   |
| Italija       | 4  | 2 | 0   | 0   | 2 | 51  | 8   | 43   | 6   |
| Hrvaška       | 4  | 1 | 0   | 0   | 3 | 31  | 36  | -5   | 3   |
| Bolgarija     | 4  | 0 | 0   | 0   | 4 | 1   | 192 | -191 | 0   |

| 2. september 2008 | Bolgarija | 0 - 41 | Italija | Liepaja Arena, Liepaja |

| Poročilo tekme | Poročilo tekme | Poročilo tekme             | Poročilo tekme | Poročilo tekme                    |
| -------------- | -------------- | -------------------------- | -------------- | --------------------------------- |
| Začetek: 16:30 |                | ( 0 - 17, 0 - 12, 0 - 12 ) |                | Gledalci: 45 Sodnik: K. Ivicicova |

| 2. september 2008 | Slovaška | 2 - 0 | Latvija | Liepaja Arena, Liepaja |

| Poročilo tekme | Poročilo tekme                                                             | Poročilo tekme          | Poročilo tekme | Poročilo tekme                  |
| -------------- | -------------------------------------------------------------------------- | ----------------------- | -------------- | ------------------------------- |
| Začetek: 20:00 | M. Velickova (P. Pravikova) (4:52) A. Dzurnakova (R. Vargova) (18:42) (PP) | ( 2 - 0, 0 - 0, 0 - 0 ) |                | Gledalci: 280 Sodnik: U. Sipila |

| 3. september 2008 | Hrvaška | 30 - 1 | Bolgarija | Liepaja Arena, Liepaja |

| Poročilo tekme | Poročilo tekme | Poročilo tekme           | Poročilo tekme | Poročilo tekme                 |
| -------------- | -------------- | ------------------------ | -------------- | ------------------------------ |
| Začetek: 19:00 |                | ( 8 - 0, 13 - 0, 9 - 1 ) |                | Gledalci: 45 Sodnik: D. Hengst |

| 4. september 2008 | Italija | 1 - 3 | Slovaška | Liepaja Arena, Liepaja |

| Poročilo tekme | Poročilo tekme                                        | Poročilo tekme          | Poročilo tekme | Poročilo tekme                    |
| -------------- | ----------------------------------------------------- | ----------------------- | --- | --------------------------------- |
| Začetek: 16:30 | A. de la Forest de Divonne (L. de Rocco) (16:38) (PP) | ( 1 - 2, 0 - 1, 0 - 0 ) | N. Celarova (A. Dzurnakova) (2:55) I. Karafiatova (M. Velickova) (15:29) P. Pravlikova (J. Kapustova, M. Velickova) (33:01) | Gledalci: 62 Sodnik: K. Ivicicova |

| 4. september 2008 | Latvija | 9 - 0 | Hrvaška | Liepaja Arena, Liepaja |

| Poročilo tekme | Poročilo tekme | Poročilo tekme          | Poročilo tekme | Poročilo tekme                  |
| -------------- | -------------- | ----------------------- | -------------- | ------------------------------- |
| Začetek: 20:00 |                | ( 1 - 0, 3 - 0, 5 - 0 ) |                | Gledalci: 118 Sodnik: D. Hengst |

| 5. september 2008 | Bolgarija | 0 - 39 | Latvija | Liepaja Arena, Liepaja |

| Poročilo tekme | Poročilo tekme | Poročilo tekme             | Poročilo tekme | Poročilo tekme                  |
| -------------- | -------------- | -------------------------- | -------------- | ------------------------------- |
| Začetek: 19:00 |                | ( 0 - 14, 0 - 11, 0 - 14 ) |                | Gledalci: 115 Sodnik: U. Sipila |

| 6. september 2008 | Slovaška | 82 - 0 | Bolgarija | Liepaja Arena, Liepaja |

| Poročilo tekme | Poročilo tekme | Poročilo tekme             | Poročilo tekme | Poročilo tekme                 |
| -------------- | -------------- | -------------------------- | -------------- | ------------------------------ |
| Začetek: 16:30 |                | ( 31 - 0, 24 - 0, 27 - 0 ) |                | Gledalci: 37 Sodnik: D. Hengst |

| 6. september 2008 | Italija | 8 - 0 | Hrvaška | Liepaja Arena, Liepaja |

| Poročilo tekme | Poročilo tekme | Poročilo tekme          | Poročilo tekme | Poročilo tekme                 |
| -------------- | -------------- | ----------------------- | -------------- | ------------------------------ |
| Začetek: 20:00 |                | ( 1 - 0, 4 - 0, 3 - 0 ) |                | Gledalci: 82 Sodnik: U. Sipila |

| 7. september 2008 | Latvija | 5 - 1 | Italija | Liepaja Arena, Liepaja |

| Poročilo tekme | Poročilo tekme | Poročilo tekme          | Poročilo tekme | Poročilo tekme                  |
| -------------- | -------------- | ----------------------- | -------------- | ------------------------------- |
| Začetek: 16:00 |                | ( 3 - 0, 1 - 1, 1 - 0 ) |                | Gledalci: 114 Sodnik: D. Hengst |

| 7. september 2008 | Hrvaška | 1 - 18 | Slovaška | Liepaja Arena, Liepaja |

| Poročilo tekme | Poročilo tekme | Poročilo tekme          | Poročilo tekme | Poročilo tekme                    |
| -------------- | -------------- | ----------------------- | -------------- | --------------------------------- |
| Začetek: 19:30 |                | ( 1 - 5, 0 - 9, 0 - 4 ) |                | Gledalci: 41 Sodnik: K. Ivicicova |

#### Skupina B
| Reprezentanca       | OT | Z | ZPP | PPP | P | DG | PG | +/- | TOČ |
| ------------------- | -- | - | --- | --- | - | -- | -- | --- | --- |
| Norveška            | 3  | 3 | 0   | 0   | 0 | 19 | 2  | 17  | 9   |
| Združeno kraljestvo | 3  | 1 | 1   | 0   | 1 | 10 | 7  | 3   | 5   |
| Avstrija            | 3  | 1 | 0   | 1   | 1 | 10 | 5  | 5   | 4   |
| Slovenija           | 3  | 0 | 0   | 0   | 3 | 2  | 27 | -25 | 0   |

| 3. september 2008 | Norveška | 3 - 1 | Združeno kraljestvo | Dvorana Tabor Ledna Arena, Maribor |

| Poročilo tekme | Poročilo tekme | Poročilo tekme          | Poročilo tekme                 | Poročilo tekme                    |
| -------------- | --- | ----------------------- | ------------------------------ | --------------------------------- |
| Začetek: 16:00 | H. Sletbak (M. Dahlstrom) (15:28) L.B. Oien (M. Iversen) (45:14) (SH) L.B. Oien (I. Farstad, M. Carlsson) (48:14) | ( 1 - 0, 0 - 1, 2 - 0 ) | H. Glenn (N. Aldridge) (25:25) | Gledalci: 125 Sodnik: L. Nelibova |

| 3. september 2008 | Slovenija | 0 - 7 | Avstrija | Dvorana Tabor Ledna Arena, Maribor |

| Poročilo tekme | Poročilo tekme | Poročilo tekme          | Poročilo tekme | Poročilo tekme                   |
| -------------- | -------------- | ----------------------- | -------------- | -------------------------------- |
| Začetek: 20:00 |                | ( 0 - 1, 0 - 4, 0 - 2 ) |                | Gledalci: 250 Sodnik: D. Michaud |

| 4. september 2008 | Avstrija | 0 - 1 | Norveška | Dvorana Tabor Ledna Arena, Maribor |

| Poročilo tekme | Poročilo tekme | Poročilo tekme          | Poročilo tekme             | Poročilo tekme                   |
| -------------- | -------------- | ----------------------- | -------------------------- | -------------------------------- |
| Začetek: 16:00 |                | ( 0 - 0, 0 - 1, 0 - 0 ) | C. Hille (I. Lien) (32:54) | Gledalci: 120 Sodnik: D. Michaud |

| 4. september 2008 | Slovenija | 1 - 5 | Združeno kraljestvo | Dvorana Tabor Ledna Arena, Maribor |

| Poročilo tekme | Poročilo tekme | Poročilo tekme          | Poročilo tekme | Poročilo tekme                  |
| -------------- | -------------- | ----------------------- | -------------- | ------------------------------- |
| Začetek: 20:00 |                | ( 0 - 2, 1 - 1, 0 - 2 ) |                | Gledalci: 240 Sodnik: M. Kiefer |

| 5. september 2008 | Združeno kraljestvo | 4 - 3 (OT) | Avstrija | Dvorana Tabor Ledna Arena, Maribor |

| Poročilo tekme | Poročilo tekme | Poročilo tekme                 | Poročilo tekme | Poročilo tekme                  |
| -------------- | -------------- | ------------------------------ | -------------- | ------------------------------- |
| Začetek: 16:00 |                | ( 1 - 1, 2 - 1, 0 - 1, 1 - 0 ) |                | Gledalci: 100 Sodnik: M. Kiefer |

| 5. september 2008 | Norveška | 15 - 1 | Slovenija | Dvorana Tabor Ledna Arena, Maribor |

| Poročilo tekme | Poročilo tekme | Poročilo tekme          | Poročilo tekme | Poročilo tekme                    |
| -------------- | -------------- | ----------------------- | -------------- | --------------------------------- |
| Začetek: 20:00 |                | ( 7 - 0, 5 - 0, 3 - 1 ) |                | Gledalci: 200 Sodnik: L. Nelibova |

### Drugi krog

#### Skupina C
| Reprezentanca | OT | Z | ZPP | PPP | P | DG | PG | +/- | TOČ |
| ------------- | -- | - | --- | --- | - | -- | -- | --- | --- |
| Slovaška      | 3  | 3 | 0   | 0   | 0 | 6  | 1  | 5   | 9   |
| Kazahstan     | 3  | 2 | 0   | 0   | 1 | 9  | 3  | 6   | 6   |
| Nemčija       | 3  | 1 | 0   | 0   | 2 | 8  | 7  | 1   | 3   |
| Francija      | 3  | 0 | 0   | 0   | 3 | 4  | 16 | -12 | 0   |

| 6. november 2008 | Kazahstan | 6 - 1 | Francija | Hacker-Pschorr Arena, Bad Tölz |

| Poročilo tekme | Poročilo tekme | Poročilo tekme          | Poročilo tekme | Poročilo tekme                   |
| -------------- | -------------- | ----------------------- | -------------- | -------------------------------- |
| Začetek: 16:00 |                | ( 1 - 0, 2 - 1, 3 - 0 ) |                | Gledalci: 70 Sodnik: L. Wrazidlo |

| 6. november 2008 | Nemčija | 0 - 2 | Slovaška | Hacker-Pschorr Arena, Bad Tölz |

| Poročilo tekme | Poročilo tekme | Poročilo tekme          | Poročilo tekme                                                                           | Poročilo tekme                   |
| -------------- | -------------- | ----------------------- | ---------------------------------------------------------------------------------------- | -------------------------------- |
| Začetek: 19:00 |                | ( 0 - 1, 0 - 1, 0 - 0 ) | J. Kapustova (P. Babiakova) (13:36) I. Karafiatova (P. Pravlikova, M. Velickova) (32:41) | Gledalci: 294 Sodnik: J. Tottman |

| 8. november 2008 | Kazahstan | 0 - 1 | Slovaška | Hacker-Pschorr Arena, Bad Tölz |

| Poročilo tekme | Poročilo tekme | Poročilo tekme         | Poročilo tekme                       | Poročilo tekme                   |
| -------------- | -------------- | ---------------------- | ------------------------------------ | -------------------------------- |
| Začetek: 13:30 |                | ( 0 - 0, 0 - 1, 0 - 0) | M. Velickova (P. Pravlikova) (23:47) | Gledalci: 85 Sodnik: L. Wrazidlo |

| 8. november 2008 | Francija | 2 - 7 | Nemčija | Hacker-Pschorr Arena, Bad Tölz |

| Poročilo tekme | Poročilo tekme | Poročilo tekme          | Poročilo tekme | Poročilo tekme                |
| -------------- | -------------- | ----------------------- | -------------- | ----------------------------- |
| Začetek: 17:00 |                | ( 0 - 1, 0 - 3, 2 - 3 ) |                | Gledalci: 310 Sodnik: A. Hove |

| 9. november 2008 | Slovaška | 3 - 1 | Francija | Hacker-Pschorr Arena, Bad Tölz |

| Poročilo tekme | Poročilo tekme                                                                                                | Poročilo tekme          | Poročilo tekme                                | Poročilo tekme               |
| -------------- | --- | ----------------------- | --------------------------------------------- | ---------------------------- |
| Začetek: 13:30 | I. Karafiatova (M. Herichova) (06:16) J. Kapustova (M. Velickova) (33:55) J. Kapustova (M. Velickova) (49:03) | ( 1 - 0, 1 - 0, 1 - 1 ) | S. Serre (M. Allemoz, F. Bihaud) (46:43) (PP) | Gledalci: 54 Sodnik: A. Hove |

| 9. november 2008 | Nemčija | 1 - 3 | Kazahstan | Hacker-Pschorr Arena, Bad Tölz |

| Poročilo tekme | Poročilo tekme                    | Poročilo tekme          | Poročilo tekme                                                                                      | Poročilo tekme                   |
| -------------- | --------------------------------- | ----------------------- | --------------------------------------------------------------------------------------------------- | -------------------------------- |
| Začetek: 17:00 | C. Grundmann (N. Kamenik) (13:51) | ( 1 - 0, 0 - 2, 0 - 1 ) | L. Sviridova (G. Shu) (23:50) L. Sviridova (S. Vassina, A. Fux) (32:10) A. Babushkina (59:29) (ENG) | Gledalci: 255 Sodnik: J. Tottman |

#### Skupina D
| Reprezentanca | OT | Z | ZPP | PPP | P | DG | PG | +/- | TOČ |
| ------------- | -- | - | --- | --- | - | -- | -- | --- | --- |
| Kitajska      | 3  | 3 | 0   | 0   | 0 | 11 | 3  | 8   | 9   |
| Japonska      | 3  | 2 | 0   | 0   | 1 | 6  | 5  | 1   | 6   |
| Norveška      | 3  | 0 | 1   | 0   | 2 | 3  | 9  | -6  | 2   |
| Češka         | 3  | 0 | 0   | 1   | 2 | 6  | 9  | -3  | 1   |

| 6. november 2008 | Japonska | 3 - 2 | Češka | S.U.S. Sport Complex, Šanghaj |

| Poročilo tekme | Poročilo tekme | Poročilo tekme          | Poročilo tekme                                                                       | Poročilo tekme                      |
| -------------- | --- | ----------------------- | ------------------------------------------------------------------------------------ | ----------------------------------- |
| Začetek: 14:30 | Kumano H. (Fujii A.) (01:00) (PP) Yamanaka C. (Takahashi M., Wada E.) (10:02) (PP) Yamanaka C. (Wada E., Kumano H.) (36:23) | ( 2 - 1, 1 - 1, 0 - 0 ) | A. Polenska (S. Studentova, A. Peluchova) (15:28) A. Polenska (I. Jandikova) (37:58) | Gledalci: 1.500 Sodnik: N. Hertrich |

| 6. november 2008 | Kitajska | 5 - 0 | Norveška | S.U.S. Sport Complex, Šanghaj |

| Poročilo tekme | Poročilo tekme | Poročilo tekme          | Poročilo tekme | Poročilo tekme                      |
| -------------- | --- | ----------------------- | -------------- | ----------------------------------- |
| Začetek: 18:30 | Jin F. (Sun R.) (10:04) Qi X. (Jin F., Sun R.) (11:41) (PP2) Wang L. (Zhang B.) (24:19) Sun R. (32:03) Sun R. (44:39) | ( 2 - 0, 2 - 0, 1 - 0 ) |                | Gledalci: 3.180 Sodnik: A. Ustinova |

| 7. november 2008 | Japonska | 3 - 1 | Norveška | S.U.S. Sport Complex, Šanghaj |

| Poročilo tekme | Poročilo tekme                                                                                                 | Poročilo tekme          | Poročilo tekme          | Poročilo tekme                      |
| -------------- | --- | ----------------------- | ----------------------- | ----------------------------------- |
| Začetek: 14:30 | Sakagami T. (11:49) (PP2) Kawashima Y. (Hirano Y.) (32:23) (PP) Kumano H. (Fujii A., Yamanaka C.) (44:30) (PP) | ( 1 - 1, 1 - 0, 1 - 0 ) | I. Farstad (00:57) (PP) | Gledalci: 1.800 Sodnik: A. Ustinova |

| 7. november 2008 | Češka | 3 - 4 | Kitajska | S.U.S. Sport Complex, Šanghaj |

| Poročilo tekme | Poročilo tekme | Poročilo tekme          | Poročilo tekme | Poročilo tekme                  |
| -------------- | --- | ----------------------- | --- | ------------------------------- |
| Začetek: 18:30 | A. Polenska (K. Mrazova) (19:10) R. Mastna (L. Povova) (33:05) K. Mrazova (S. Studentova, A. Polenska) (34:10) (PP) | ( 1 - 1, 2 - 1, 0 - 2 ) | Gao F. (Zhang B., Ma R.) (16:22) Sun R. (28:57) Qi X. (Wang L., Sun R.) (49:40) (PP) Zhang B. (Wang L., Sun R.) (57:57) (PP2) | Gledalci: 2.200 Sodnik: M. Gage |

| 9. november 2008 | Norveška | 2 - 1 (GWS) | Češka | S.U.S. Sport Complex, Šanghaj |

| Poročilo tekme | Poročilo tekme                                                    | Poročilo tekme                        | Poročilo tekme                          | Poročilo tekme                      |
| -------------- | ----------------------------------------------------------------- | ------------------------------------- | --------------------------------------- | ----------------------------------- |
| Začetek: 14:30 | L. Oien (I. Lien, H. Martinsen) (4:32) (SH) E. Dahl (GWS) (65:00) | ( 1 - 0, 0 - 1, 0 - 0, 0 - 0, 1 - 0 ) | A. Polenska (I. Jandikova) (27:56) (PP) | Gledalci: 1.800 Sodnik: N. Hertrich |

| 9. november 2008 | Kitajska | 2 - 0 | Japonska | S.U.S. Sport Complex, Šanghaj |

| Poročilo tekme | Poročilo tekme                                                 | Poročilo tekme          | Poročilo tekme | Poročilo tekme                  |
| -------------- | -------------------------------------------------------------- | ----------------------- | -------------- | ------------------------------- |
| Začetek: 18:30 | Tang L. (Sun R.) (28:28) (PP) Jin F. (Tang L., Sun R.) (43:57) | ( 0 - 0, 1 - 0, 1 - 0 ) |                | Gledalci: 2.200 Sodnik: M. Gage |